# Juarez Estevam Xavier Tavares
Juarez Estevam Xavier Tavares (Curitiba, 02/09/1942), também conhecido como Juarez Tavares, é um jurista brasileiro, dedicado à área do direito penal, da criminologia e filosofia do direito. 

## Formação profissional
Bacharel em Direito pela Universidade Federal do Paraná, é Mestre e Doutor em Direito pela Universidade Federal do Rio de Janeiro e pela Universidade do Estado do Rio de Janeiro. Pós-doutor da Universidade de Frankfurt am Main. Professor visitante nas universidades de Buenos Aires, Frankfurt am Main e Sevilha. Professor Catedrático da Universidade do Estado do Rio de Janeiro, Professor Emérito da Escola da Magistratura do Estado do Rio de Janeiro e Professor Honorário da Universidade de San Martin (Peru). Durante mais de 35 anos exerceu as funções de membro do Ministério Público Federal, tendo ocupado também o cargo de Subprocurador-Geral da República do Brasil. Portador da Medalha Beccaria 2019, conferida pela Société Internationale de Defénse Sociale.

## Pensamento
O autor é reconhecido como um jurista de renome internacional, com vasta produção bibliográfica. A partir de reflexões críticas feitas ao longo de sua trajetória acadêmica e de vida, libertou-se “das amarras dogmáticas” para escrever “sob a perspectiva de que o direito penal, em vez de se alimentar das desgraças e dos sofrimentos, deve servir de instrumento de proteção da pessoa diante do Estado”, permitindo-lhe, então, e em definitivo, fazer “uma revisitação crítica da teoria do delito”.
Especificamente em relação à teoria do delito, entende que deve seguir uma estrutura capaz de se “ocupar, principalmente, das seguintes tarefas: a) verificar os pontos de intersecção entre norma penal e norma constitucional; b) elucidar os princípios constitucionais, tomados como elementos delimitadores do poder de punir; c) identificar o objeto da lesão jurídica, como pressuposto da incriminação; d) confrontar os elementos normativos com os dados da realidade empírica para impedir a formação de uma estrutura puramente normativa e deformada do delito; e) inserir como pressuposto de qualquer atuação jurídica um conceito de sujeito capaz de abarcar os vários contextos do mundo da vida nos quais ele possa se manifestar com liberdade; f) definir os fundamentos pelos quais possam ser excluídos da atuação punitiva os fatos penalmente irrelevantes; g) disciplinar as etapas da caracterização da conduta, de modo a poder confrontá-la em sua manifestação concreta com as comunicações expressas nas normas criminalizadoras; h) empreender o processo de interpretação da norma como elemento protetor da liberdade; i) proceder ao exame dos preceitos permissivos ou liberadores da conduta em contraste prevalente às proibições e comandos; j) subordinar o princípio da responsabilidade individual aos enunciados de subsidiariedade e de uma culpabilidade redutora de poder”.
Dando sequência a essas propostas, o autor desenvolve uma teoria própria da conduta, sobre qual devem incidir os elementos que a caracterizam como criminosa. Tendo como ponto de apoio a concepção do agir comunicativo, como proposta por HABERMAS, mas nela introduzindo contribuições da teoria analítica, da concepção de KLAUS GÜNTHER e ainda da sociologia, empreende uma formulação performática de ação, como “a conduta volitiva, orientada por parâmetros ou objetos de referência, expressos no injusto e subordinados a um discurso jurídico válido, no âmbito da prática social do sujeito”. Essa concepção de ação, amparada no contexto do mundo da vida e constitutiva de um pressuposto do injusto, traz como consequência imediata a antecipação do juízo de inimputabilidade para o âmbito do próprio injusto. Nesse sentido, o autor distingue duas modalidades de inimputabilidade: a decorrente da clássica estrutura biopsicológica, em que operam análises da capacidade de querer e atuar do sujeito, e ainda a inimputabilidade performática, que não é propriamente um juízo biopsicológico, senão um juízo incidente sobre o sujeito em face de sua subordinação a um contexto normativo diverso daquele gerador da norma criminalizadora. A concepção performática de ação reelabora seu grau de importância na teoria do delito. A ação deixa de ser um mero recurso argumentativo e simbólico e passa a sedimentar um exame mais acurado do papel do sujeito na ordem jurídica.
Essa recuperação do sujeito na estrutura do delito, já havia sido anunciada pelo autor na análise de sua teoria do injusto penal, a qual, conjugada com a concepção das chamadas ações institucionalizadas formulada por ADORNO, gera uma modificação do juízo de culpabilidade. A culpabilidade deixa de ser um juízo de reprovação do sujeito, como era concebida desde FRANK, e passa a constituir mais um elemento de contenção da atuação interventiva do Estado. Sob essa perspectiva, é reconstruída pelo autor a teoria do poder agir de outro modo, que deixa de ser um mero juízo indemonstrável para servir de parâmetro para a construção de uma culpabilidade centrada na posição real do sujeito no mundo da vida. Tomando a culpabilidade como elemento de contenção, faz o autor incidir sobre sua construção ainda os princípios da intervenção mínima, da necessidade e da proibição do bis in idem, integrantes do que ele denomina de responsabilidade, tomada como último elemento de contenção.
Na teoria do injusto penal, o autor reelabora também a questão do dolo. Atendendo à fundamentação conferida ao injusto, que só pode ser afirmado diante da demonstração concreta de uma lesão ou um perigo de lesão de um bem jurídico, o dolo não pode ser simplesmente enfocado como um instrumento de direção da ação para a consecução de um resultado naturalístico. O dolo passa a ser conceituado, então, como o querer voltado à lesão ou ao perigo de lesão de um bem jurídico. Isso porque, para o autor, o resultado no direito penal não se resume a uma alteração naturalística da realidade, mas deve compreender aquela alteração que afete o próprio bem jurídico. Portanto, o agir dolosamente pressupõe que o agente oriente sua atividade em determinado sentido, mas com a consciência de que, com isso, está criando um risco para a afetação do bem jurídico. Uma vez que o dolo esteja vinculado à produção de um efeito prejudicial ao bem jurídico, deve ser compreendido em face dos elementos da própria imputação objetiva. Ademais, se o dolo só pode ser admitido no âmbito de um processo de comunicação, em que o autor faz valer seu domínio volitivo sobre a causalidade, é incompatível com sua estrutura a equiparação entre dolo direto e dolo eventual. O dolo eventual, portanto, só pode ser tratado como uma espécie mais grave de culpa.
Esses mesmos fundamentos são usados pelo autor para construir sua concepção acerca dos crimes culposos e omissivos. Os crimes culposos estão dimensionados de conformidade com a teoria do risco e, praticamente, se desenvolvem no âmbito do injusto. Tendo em visa, porém, a necessidade de uma individualização da responsabilidade, a culpabilidade dos delitos culposos está fundada na capacidade de o agente prever e evitar a ocorrência da lesão de bem jurídico, bem como se subordinar a um juízo de subsidiariedade. Os delitos culposos, portanto, também estão submetidos ao crivo dos princípios da intervenção mínima e necessidade, pelos quais se pode excluir sua culpabilidade quando a ordem jurídica possa solucionar o conflito gerado com o fato injusto por meio de um recurso menos rigoroso do aquele da imposição da pena criminal. No que toca aos delitos omissivos, autor produz uma série de articulações no sentido, primeiramente, de separar os delitos omissivos próprios dos impróprios com base na estrutura da norma e não segundo uma formulação puramente mecânica. “Haverá crime omissivo próprio toda vez que, além da generalidade do sujeito, a não realização da ação possível implique por si mesma a violação de uma norma mandamental. Haverá, por outra parte, crime omissivo impróprio toda vez que a não realização da ação possível, por parte de um sujeito na posição de garantidor, implique o não impedimento do resultado, na mesma medida de sua produção por ação”. Com base nessas definições, a responsabilidade do omitente não pode decorrer simplesmente de infração de deveres gerais. Nesse sentido, o delito previsto no art. 1º, § 1º, da Lei 9.455/97 (Lei da Tortura), é delito omissivo impróprio, porque a omissão “não viola um dever geral de assistência, mas um dever específico de evitar o resultado (sofrimento físico ou mental)”.

## Obras
- Teoria do Injusto Penal, 4ª edição, São Paulo: Tirant lo Blanch, 2019. ISBN 978-8-594-77348-7.
- Fundamentos de Teoria do Delito, São Paulo: Tirant lo Blanch, 2018. ISBN 978-8-594-77170-4.
- Teoria do Crime Culposo, 5ª edição Florianópolis: Empório do Direito, 2018. ISBN 978-8-594-77241-1.
- Die sogennanten Verantwortungsdelikte und das Amtsenthebungsverfahren in Brasilien, Festschrif für Ulfrid Neumann, Heidelberg: CF Müller, 2017. ISBN 978-3-811-43962-7.
- La dommatica del reato e il contexto delle relazioni della vita, in Politica criminale e cultura giuspenalistica, Napoli: Edizioni Schientifiche Italiane, 2017. ISBN 9788849532104.
- Teoria do Crime Culposo, 4ª edição, Florianópolis: Empório do Direito, 2016. ISBN 9788537505748.
- Anotações aos crimes contra a honra, in Para Além do Direito Alternativo e do Garantismo Jurídico: ensaios críticos em Homenagem a Amilton Bueno de Carvalho, Rio de Janeiro: Lumen Juris, 2016. ISBN 9788584406449.
- Juicio político: el caso brasileño y otros ensayos, (com Geraldo Prado), Florianópolis: Empório do Direito, 2016. ISBN 978-84-9119-964-9.
- O direito penal e o processo penal no estado de direito: análise de casos, (com Geraldo Prado), Florianópolis: Empório do Direito, 2016. ISBN 9788568972601.
- Der Irrtum bei den Unterlassungsdelikten, Festschrift für Bernd Schünemann, Berlin: De Gruyter, 2015. ISBN 978-3-110-31557-8.
- Teoria do Delito, São Paulo: Estudio Editores, 2015. ISBN 978-8-567-77641-5.
- Racionalidad y Derecho Penal, Lima: Idemsa, 2014. ISBN 978-6-124-03783-2.
- Teoria dos Crimes Omissivos, Madrid-Barcelona-Buenos Aires-São Paulo: Marcial Pons, 2012. ISBN 978-8-487-82729-7.
- Os objetos simbólicos da proibição: o que se desvenda a partir da presunção de evidência, in Discursos Sediciosos, Rio de Janeiro: Revan, 2012. ISBN 977-14-1398-8
- Handlungseinheit und Konkurrenz bei nicht zweckorientiertem Handeln, Festschrift für Claus Roxin, Berlin: De Gruyter, 2011. ISBN 978-3-110-24010-8.
- Criminalidade nacional, transnacional e internacional, in Processo Penal, Constituição e Crítica, Rio de Janeiro: Lumen Juris, 2011. ISBN 978-8-537-50997-5.
- Culpabilidade e individualização da pena, in Cem Anos de Reprovação, Rio de Janeiro: Revan, 2011. ISBN 978-8-571-06416-4.
- Mito e ideologia: objetos não manifestos do sistema penal, in Direito e Psicanálise, Rio de Janeiro: Lumen Juris, 2011. ISBN 978-8-537-51060-5.
- Prisión preventiva, in La prisión preventiva como anticipo de pena en América Latina, Buenos Aires: Ad-Hoc, 2011. ISBN 978-9-508-94840-3.
- Teoría del Injusto Penal, Buenos Aires: BdeF, 2010. ISBN 978-9-974-67650-3.
- Bemerkungen zu einer funktionalen Kausalität, Festschrift für Winfried Hassemer, Heidelberg: C.F Müller, 2010. ISBN 978-3-8114-7727-8.
- Teoria do Injusto Penal, 3ª edição, Belo Horizonte: DelRey, 2010. ISBN 9788537505748.
- Noch eine Bemerkung zur Unterlassung, Festschrift für Klaus Volk, München: Beck, 2009. ISBN 340-6-58650-3.
- Teoria do Crime Culposo, 3ª edição, Rio de Janeiro: Lumen Juris, 2009. ISBN 9788537505748.
- Strafrechtsreform in Brasilien: Überblick über die letzten Jahre, Juristische Zeitgeschichte, Jahrbuch, Band 9, Berlin: Berliner Wissenschafts-Verlag, 2008. ISBN 978-3-8305-1592-0.
- Die personale Rechtsgutslehre und die Kriminalpolitik in Brasilien, in Personale Rechtsgutslehre» und «Opferorientierung im Strafrecht, Frankfurt am Main: Peter Lang, 2007. ISBN 978-3-631-56860-6.
- La reforma penal en Brasil, in La política legislativa penal iberoamericana en el cambio del siglo, Madrid: Insofer, 2008. ISBN 978-8-496-26144-0.
- Apontamentos sobre o conceito de ação, in Direito Penal Contemporâneo, São Paulo: RT, 2007. ISBN 978-85-203-30.
- La persecución de los delitos económicos en Brasil, in Poítica fiscal y delitos contra la hacienda pública, Madrid: Editorial Universitaria Ramón Areces, 2007. ISBN 978-8-480-04767-8.
- Welzel in Brasile, in Significato e Prospettive del finalismo nell'esperienza giuspenalistica, Napoli: Edizioni Scientifiche Italiane, 2007. ISBN 978-8-849-51343-1.
- Globalización, derecho penal y seguridad pública, in Derecho penal y política transnacional, Barcelona: Atelier, 2005. ISBN 84-96354-49-0.
- A globalização e os problemas de segurança pública, in Estado e sociedade civil no processo de reformas no Brasil e na Alemanha, Rio de Janeiro: Lumen Juris, 2004. ISBN 857387452X.
- Algunas reflexiones sobre un concepto comunicativo de conducta, in Dogmática y ley penal, Madrid: Marcial Pons, 2004. ISBN 849-7-68099-5.
- Bien jurídico y función en derecho penal, Buenos Aires: Hammurabi, 2004. ISBN 950-7-41164-X.
- Algunas reflexiones sobre um concepto comunicativo de conducta, in Dogmática y ley penal: libro homenaje a Enrique Bacigalupo, Madrid: Marcial Pons, 2004, ISBN 84-9768-100-2.
- Direito Penal da Negligência, 2ª edição, Rio de Janeiro: Lumen Juris, 2003. ISBN 8573874260.
- Teoria do Injusto Penal, 2ª edição, Belo Horizonte: DelRey, 2002. ISBN 8573085282.
- El crimen de genocídio, in El principio de justicia universal, Madrid, 2001. ISBN 8478797076.
- Princípios de cooperação judicial penal internacional no protocolo do Mercosul, (com Raúl Cervini), São Paulo: RT, 2000. ISBN 8520319483.
- Teoria do Injusto Penal, 1ª edição, Belo Horizonte: DelRey, 2000. ISBN 857308331X.
- As controvérsias em torno dos crimes omissivos, Rio de Janeiro: ILACOP, 1996. ISBN 85-86178-01-2
- Los limites dogmáticos a la cooperación penal internacional, in Curso de Cooperación Penal Internacional, Montevideo: Carlos Álvarez, 1994. ISBN 8520319483.
- Direito Penal da Negligência, São Paulo: RT, 1985. ISBN 8520303919.
- Teorías del delito, Buenos Aires: Hammurabi, 1983. ISBN 9509079138.
- Teorias do delito, São Paulo: RT, 1980. ISBN 85-201-0056-1.